# Phare du Titan
Pour les articles homonymes, voir Titan.
Le phare du Titan se trouve sur la côte nord-est de l'île du Levant, à l'est de l'île de Porquerolles.

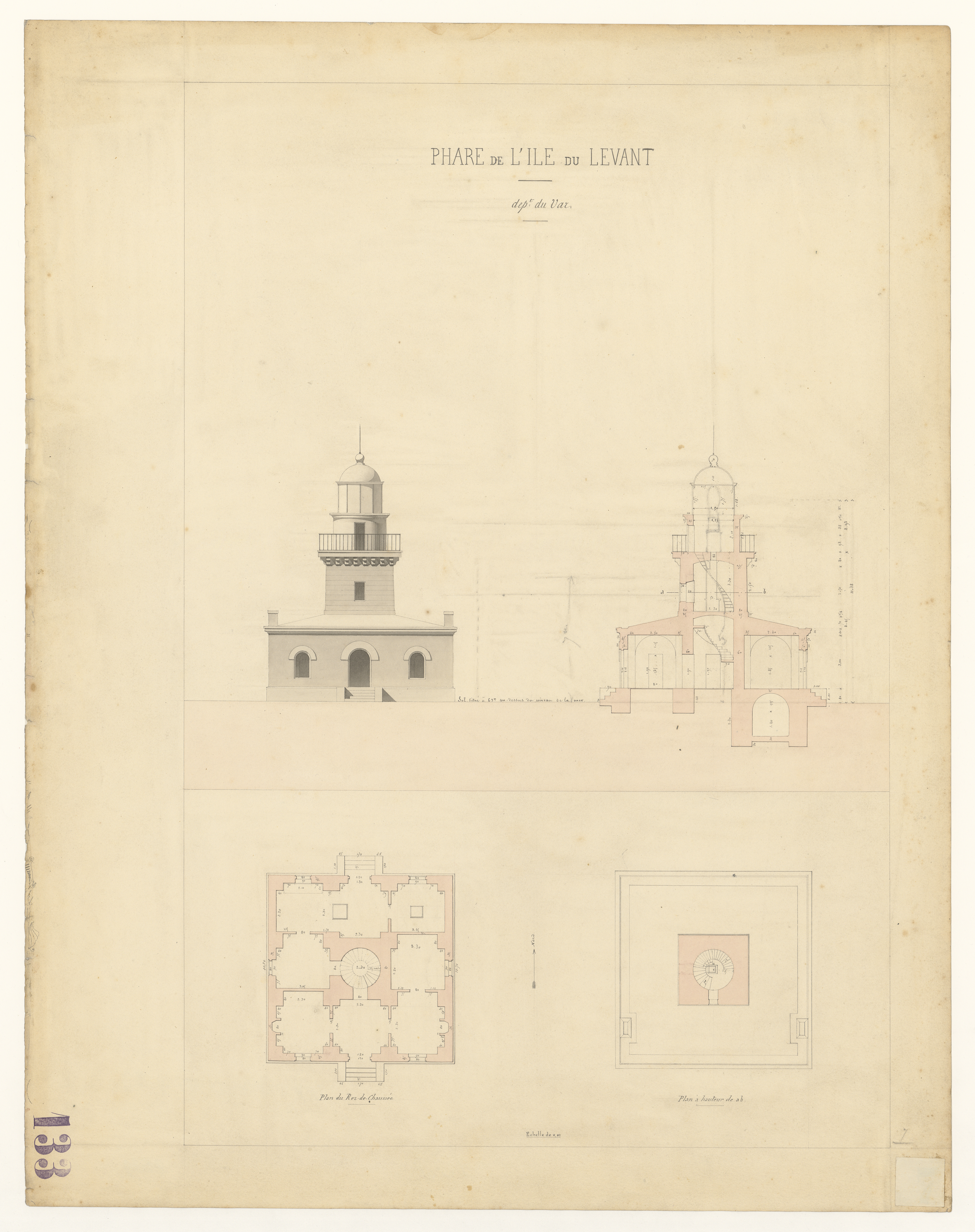
Phare de l'Île du Levant. Département du Var.

Le premier phare a été construit en 1835. En 1897, trop étroit pour recevoir un appareil d'éclairage plus puissant, il fut remplacé par une petite tour ronde plus large, accolée à l'ancien bâtiment carré. Il a été doté d'un feu fixe en 1890. Les logements de l'ancien phare continuèrent de servir aux gardiens après la construction de la nouvelle tour. En 1944, la lanterne de cette dernière fut mitraillée et en garde toujours les traces.
Philippe Tailliez le donne comme repère de l'épave du Titan lorsqu'il en effectue une fouille préliminaire en 1954 puis complète en 1957.
Le phare se trouve désormais dans la zone militaire du Centre d'essais de la Méditerranée, pour les lancements de missiles pour le compte de la direction générale de l'Armement.
Il a été automatisé en 1984 et ne se visite pas.